# Amt Grevesmühlen-Land
L'Amt Grevesmühlen-Land est un Amt de l'arrondissement du Mecklembourg-du-Nord-Ouest dans le land de Mecklembourg-Poméranie-Occidentale, au nord de l'Allemagne.

## Communes
1. Bernstorf
2. Börzow
3. Gägelow
4. Mallentin
5. Plüschow
6. Roggenstorf
7. Rüting
8. Testorf-Steinfort
9. Upahl
10. Warnow